# Ковальчук Людмила Іванівна
Людмила Іванівна Ковальчук (* 3 січня 1939, Борівка (Макарівський район) — 24 вересня 2020, Київ) — директор Публічної бібліотеки імені Лесі Українки для дорослих м. Києва (1964—2016 р.р.), Заслужений працівник культури України (1982 р.), член Громадської гуманітарної ради м. Києва, член колегії Департаменту культури виконавчого органу Київської міської ради (Київської міської державної адміністрації), віце-президент Української бібліотечної асоціації.

## Біографія

### Дитинство
Народилася й виросла на Поліссі у селі Борівка Макарівського району Київської області. У родині було двоє дітей. Батько, Ковальчук Іван Петрович, — член підпільної організації, що діяла на території Київської області, був страчений фашистами в застінках гестапо у 1942 році.
З 1945-го по 1952 рік навчалася у Борівській семирічній школі.

### Вибір професії
Вибір професії підказала рідна тітка Ольга Клименко, яка довгі роки працювала завідувачем науково-медичної бібліотеки Національного інституту серцево-судинної хірургії ім. М. М. Амосова Національної академії медичних наук України.
- 1952—1955 рр. — навчання у Київському технікумі підготовки культосвітніх працівників (нині — Академія мистецтв імені Павла Чубинського). Після закінчення технікуму працювала завідувачем бібліотеки у рідному селі.

- 1959—1964 рр. — навчання в Харківському бібліотечному інституті. Після його закінчення отримала призначення у бібліотеку імені Лесі Українки м. Києва[2].

## Професійна діяльність
За велику роботу колективу бібліотеки на допомогу виробництву на основі договорів про творчу співпрацю з промисловими підприємствами постановою Головного Комітету Виставки досягнень народного господарства СРСР від 15 листопада 1983 року № 697 бібліотеку нагороджено Дипломом другого ступеня, а її директора Ковальчук Л. І. — срібною медаллю та грошовою винагородою.
Постановою Ради Міністрів РСР і Української республіканської Ради профспілок від 5 лютого 1981 року № 81 колектив бібліотеки за досягнення найвищих показників у роботі занесено в Республіканську книгу трудової доблесті на Виставці досягнень народного господарства УРСР.
15 років Л. І. Ковальчук була депутатом Шевченківської районної ради м. Київ, очолювала постійну комісію з питань культури.

## Нагороди
Нагороджена орденом «Знак пошани» (1976 р.), орденом Трудового Червоного Прапора (1986 р.), орденом княгині Ольги ІІІ ступеня (2000 р.), орденом Великого князя Володимира (2007 р.), медалями «За трудову доблесть», «Ветеран праці», «20 років незалежності України», «У пам'ять 1500-річчя Києва» . Здобула перемогу у конкурсі «Жінка року — 99» у номінації «Працівник культури». За проявлений патріотизм та бездоганне служіння Україні нагороджена зіркою «Патріот України».

### Публікації Л.І.Ковальчук
- Ковальчук, Л. Фандрейзингова діяльність публічних бібліотек Києва // Бібліотечний форум України. — 2012. — № 1(35). — С. 22−24.
Ковальчук, Л. І. Сторінки історії розповідають… : відновлення публічних бібліотек м. Києва у післявоєнні роки / Л. Ковальчук, І. Громовенко // Бібліотечна планета. — 2010. — № 2. — С. 20–23.
- Ковальчук, Л. І. Публічні бібліотеки Києва у створенні єдиного інформаційного простору / Л. І. Ковальчук // Вир. — 2009. — № 1.
- Ковальчук, Л. І. «Районні чиновники намагаються нас незаконно виселити» / Л. І. Ковальчук // Хрещатик. — 2009. — 8 жовтня.
- Ковальчук, Л. І. Доступ до культурного розмаїття : бібліотечне обслуговування етнічних громад Києва / Л. І. Ковальчук // Бібліотечний форум України. — 2006. — № 3. — С. 11–13.
- Ковальчук, Л. І. Роль публічних бібліотек Києва у створенні єдиного інформаційного простору / Л. І. Ковальчук // Бібліотечна планета. — 2006. — № 1. — С. 22–24.
- Ковальчук, Л. І. Роль публічних бібліотек Києва у створенні єдиного інформаційного простору / Л. Ковальчук // Бібл. форум України. — 2005. — С. 34–37.
- Ковальчук, Л. І. Вона єднає українців // Літературна Україна. — 2005. — 18 серп. (№ 32). — С. 7.

- Ковальчук, Л. Бібліотека і влада / Л. Ковальчук // Укр. культура. — 2000. — № 11/12. — С. 8–9.
- Ковальчук, Л. І. Інтернет-центр Публічної бібліотеки імені Лесі Українки // Інтернет-центри в публічних бібліотеках: збірка статей / Держ. академія керівних кадрів культури і мистецтв ; Укр. бібліотечна асоціація ; Центр безперервної інформаційно-бібліографічної освіти. — Київ, 2003. — С. 47–51.
- Ковальчук, Л. І. Весь світ цілодобово може читати про Україну // Хрещатик. — 1999. — 17 жовт. — С. 10.
- Ковальчук, Л. І. Діяльність бібліотек Києва по залученню додаткових джерел фінансування // Міжнародна конференція «Культура і гроші» (збірка матеріалів) / Головне упр. культури Київ. міської держ. адміністрації ; Гете-інститут в Києві. — Київ, 1998. — С. 15–18.
- Ковальчук, Л. І. Сучасність і майбутнє публічних бібліотек : [про Міжнар. наук.-практ. конф. «Публічні бібліотеки: сучасність і майбутнє» журналістці В. Гороженко розповіла директор ЦМБ ім. Лесі Українки м. Києва] // Веч. Київ. — 1997. — 2 жовт. — С. 14.
- Ковальчук Л. Єврейська, польська, вірменська, тюркські : [про створення бібліотек інших народів в Києві ] / Л. Ковальчук // Друг читача. — 1992. — 10 черв.
- Ковальчук Л. И. Польза обоюдная : [о творческом содружестве ЦГБ им. Леси Украинки с институтом «Союзгазпроект»] / Л. Ковальчук // Библиотекарь. —1985. — № 12. — С. 34–35.

- Ковальчук Л. Дом, в котором правит дружба : [о Библиотеке Дружбы народов в Киеве] / Л. Ковальчук // Библиотекарь. —1988.— № 8. — С. 40–41.

- Ковальчук Л. І наше місце : [про шефську роботу держ. масових бібліотек м. Києва для дорослих] / Л.Ковальчук // Культура і життя. — 1983. — 7 серп.
- Ковальчук Л. І. Результат співдружності  : [про роботу бібліотек міста назустріч 60-річчю утворення СРСР і 1500-річчя м. Києва] / Л. І. Ковальчук // Культура і життя. — 1982. — 11 квіт. — С. 3. — (Ефективність — головний критерій).
- Ковальчук Л. В ногу з часом: [про роботу Центр. міськ б-ки для дорослих ім. Л.Українки м. Києва] / Л. Ковальчук // Соц. культура. — 1982. — № 3. — С. 16.
- Ковальчук Л. И. Книга для себя и для всех / Л. И. Ковальчук // Сов. культура. — 1979. — 10 апр.

- Ковальчук Л. Книгу — на службу п'ятирічці: [досвід роботи б-к Шевченків. р-ну м. Києва ] / Л. Ковальчук // Знання та праця. — 1978. — № 11. — С. 18–19.
- Ковальчук Л. Допомагаэмо трудящим виконувати рішення партії // Десята п'ятирічка і культурно-освітні заклади. — Київ: Мистецтво, 1977. — С.76–87.
- Ковальчук Л. І. Диктує централізація / Л. І. Ковальчук // Культура і життя. — 1976. — № 8.

### Публікації про Л.І.Ковальчук
- Ковальчук Людмила Іванівна // Портрети сучасниць. Книга пошани. — Вип. 4. — Київ, 2013. — С.53.
- Ковальчук Людмила Іванівна // Україна й українці — цвіт нації, гордість країни. — Київ: Галактика-С, 2011. — С. 122.

- Ковальчук Людмила Іванівна // Кращі люди України : енциклопедія. — Київ, 2009. — С.150. 
Ковальчук Людмила Іванівна // Хто є хто в Україні. — Київ: К. І. С., 2007. — C. 440.

- Ковальчук Людмила Іванівна // Кияни : біогр. слов. — Київ: Фенікс, 2004. — С. 174.
- Ковальчук Людмила Іванівна // Хто є хто в Україні. — Київ: К. І. С., 2004. — C. 368
- Сом М. Господиня Лесиної бібліотеки / М. Сом // Вечірній Київ. — 2004. — 31 серп. — С.10.
- Лобовик І. Справжня українка: Ковальчук Людмила // Жіноче серце, сповнене любові: портрети киянок на початку ХХІ століття: збірка нарисів. — Київ: Просвіта, 2003. — С. 223—229. : іл., фото.
- Людмила Іванівна Ковальчук // Імена України: біографічний щорічник 2001. — Київ: Фенікс, 2002. — C. 256.
- Ковальчук Людмила Іванівна // Жінки України: біографічний енциклопедичний словник. — Київ: Фенікс, 2001. — С. 197. : фото.
- Ковальчук Людмила Іванівна // Хто є хто в Україні. — Київ: К. І. С., 2001. — C.196.
- Людмила Іванівна Ковальчук // Імена України: біографічний щорічник 1999. — Київ: Фенікс, 1999. — C. 189.
- Онищенко О. Директор бібліотеки Людмила Ковальчук / О. Онищенко, Н. Солонська // Бібліотечний вісник. — 1999. — № 1. —С. 35–37.
- Ковальчук Людмила Іванівна // Хто є хто в Україні. — Київ: Фенікс, 1997. — C. 120.
- Татарчук В. Вогник Людмили Ковальчук / В. Татарчук // Літературна Україна. — 1979. — 28 грудня. — С. 1.